# Viola Reggio Calabria 1971-1972
Questa voce raccoglie le informazioni riguardanti la Cestistica Piero Viola nelle competizioni ufficiali della stagione 1971-1972. 

## Roster
| Nome       | Nazionalità       |
| ---------- | ----------------- |
| Puntorieri | Italia (bandiera) |
| Modafferi  | Italia (bandiera) |
| Saccà      | Italia (bandiera) |
| Melara     | Italia (bandiera) |
| Miceli     | Italia (bandiera) |
| Arena      | Italia (bandiera) |
| Lo Giudice | Italia (bandiera) |
| Melito     | Italia (bandiera) |
| Mazzagatti | Italia (bandiera) |
| Morabito   | Italia (bandiera) |
| Porchi     | Italia (bandiera) |

## Risultati

### Serie C
La Cestistica Piero Viola verrà inserita nel girone D concludendo la stagione al 12º e ultimo posto del suo raggruppamento ottenendo 3 vittorie e 19 sconfitte e una differenza canestri di -309. Quest'annata non previde retrocessioni a causa della riforma dei campionati permettendo alla Viola di essere iscritta alla Serie C dell'anno successivo.

### Coppa Italia
Quest'edizione della Coppa Italia vedrà la Viola uscire al primo turno con una sconfitta da parte della Stella Azzurra Roma
 Primo Turno
| Reggio Calabria 21 maggio 1972 Primo Turno | Pallacanestro Viola | 71 – 115 | Stella Azzurra Roma |  |